# Snajper Odessa
Snajper Odessa (ukr. «Снайпер» Одеса) – ukraiński klub piłkarski z siedzibą w mieście Odessa, w południowo-zachodniej części kraju, działający w latach 1935–1941.

## Historia
Chronologia nazw:
- 1935: Kinap Odessa (ukr. «Кінап» Одеса, ros. «Кинап» Одесса)
- 1937: Snajper Odessa (ukr. «Снайпер» Одеса, ros. «Снайпер» Одесса)
- 1941: klub rozwiązano

Piłkarska drużyna Kinap została założona w Odessie w 1935 roku i reprezentowała miejscowy zakład sprzętu filmowego (ukr. Одеський завод кіноапаратури, skrót "Кінап"). W 1935 zespół debiutował w mistrzostwach Odessy. W 1936 startował w Pucharze ZSRR, gdzie w 1/32 finału przegrał 0:1 z Zawodem im A. Marti z Mikołajowa. Następnie występował w rozgrywkach regionalnych. W 1936 roku również brał udział w mistrzostwach Ukraińskiej SRR, gdzie zajął ostatnie 4. miejsce w pierwszej grupie. W następnym 1937 roku klub zmienił nazwę na Snajper i zagrał w Pucharze Ukraińskiej SRR. W 1938 roku nie wystąpił w turniejach republikańskich. W 1939 roku ponownie startował w Pucharze Ukraińskiej SRR, gdzie dotarł do 1/2 finału (przegrywając z odeskim Charczowykiem. Również w 1939 roku zdobył Puchar obwodu odeskiego (pokonując w finale wozniesieńskiego Łokomotywa) i Puchar miasta Odessy. W finałowym meczu o Puchar miasta zwyciężył 3:0 odeski "Charczowyk".
Po wybuchu Wielkiej Wojny Ojczyźnianej w 1941 roku, wyposażenie zakładu i załogę ewakuowano na Syberię do miasta Biełowo. Klub został rozwiązany.

## Sukcesy
- Puchar ZSRR:
  - 1/32 finału (1x): 1936
- Puchar Ukraińskiej SRR:
  - półfinalista (1x): 1939
- Puchar obwodu odeskiego:
  - zdobywca (1x): 1939
- Mistrzostwa Odessy:
  - mistrz (2x): 1936, 1937
  - wicemistrz (2x): 1938, 1939
  - 3.miejsce (1x): 1935 (j)
- Puchar Odessy:
  - zdobywca (1x): 1939.